# Вучитрн
Вучитрн (стари облик Вучји Трн; алб. Vushtrri, Vushtrria, Vuçitërnë) је градско насеље и седиште истоимене општине у Србији, које се налази у северном делу Косова и Метохије и припада Косовскомитровачком управном округу. Према попису из 2024. било је 28.150 становника.

## Географија
Атар насеља се налази на територији катастарске општине Вучитрн, површине 1.845 ha. Смештен је на ушћу Трстене у Ситницу, на надморској висини од 512 m. Налази се на путном правцу који повезује Косовску Митровицу са Приштином, односно на некадашњем караванском друму, који је повезивао Дубровачку републику са Скопљем.
Град је добио име по биљци Вучији трн (лат. Ononis spinosa). Према Вуку Караџићу, постоји предање да је некакав војвода Вук из Херцеговине кренуо у помоћ кнезу Лазару на Косово, али да је закаснио и успут срео Лазареве војнике код данашњег Вучитрна који су рекли да је кнез погинуо. Војвода Вук је тада узео свој мач, ставио дршку међу некакво трње, а себи зарио оштрицу у трбух и убио се по чему је место добило име Вучитрн.

## Историја

### Средњи век
Најранија историја о постанку града није у потпуности расветљена. Неки археолошки налази упућују на закључак да се на месту данашњег Вучитрна налазио римски град Вицијанум (лат. Vitianum), али мишљења о томе нису у потпуности усаглашена. У средњем веку Вучитрн је био важно место за трговину са Дубровником. У 14. и 15. веку у њему је постојао двор Вука Бранковић, од кога је до данас остала Кула Војиновића. Године 1426. у њему је потписан уговор о миру између Ђурђа Бранковића и млетачке владе. За време турске владавине у Вучитрну је било током 14. и 15. века седиште турске управне власти-санџака. У турским пописима Вучитрнског санџака из 1477. и 1487. остали су вредни подаци о српском становништву, црквама и манастирима. У њима је наведено да је у Вучитрнском санџаку било 12 манастира и 5 цркава са 24 свештена лица. Међутим, у каснија три турска пописа обављена 1525/26. године, па затим 1530/31. и 1544/45, у време султана Сулејмана Величанственога, у Вучитрнском санџаку била су у прва два пописа убележена по 42 манастира и 11 цркава, а у трећем "укупно манастира и цркава-52". У граду је једно време било и седиште српске митрополије. Вучитрнски митрополит Јоасаф писао је 1568. Триод "Св. Николе Сибовачкоме у Чичавици". По једном предању сматра се да је на месту садашњег турског хамама била православна црква. По другом, пак, ту је била католичка црква некада снажне дубровачке насеобине. Остатке утврђеног дворца предање везује за Војиновиће, српску властелу из средине 14. века. Међутим, из сачуваних писаних извора произилази да је у Вучитрну између 1402. и 1426. породица Бранковића имала свој двор, где су примани посланици и издаване повеље. Врло је вероватно да је дворац саградио Вук Бранковић пред крај 14. века, када је његовим земљама запретила непосредна опасност од Турака. С обзиром на то да је Вучитрн смештен у плодној равници, на раскрсници трговачких путева, може се претпоставити да се ту прво развио трг, а да је дворац изграђен касније. Почетком 15. века Вучитрн је био значајна варош на Косову, са колонијом дубровачких трговаца и пословних људи. Дубровачка влада је 2. фебруара 1402. понудила госпођи Мари Бранковић да јој исплати део њеног поклона у сребру у Новом Брду или Вучитрну. Она је са синовима 29. децембра 1405. у Вучитрну издала повељу Дубровчанима. Деспот Ђурађ Бранковић је у Вучитрну 15. новембра 1419. издао повељу манастиру Св. Павла у Светој Гори, а 22. априла 1426. године он је тамо склопио споразум са посланицима Млетачке републике.

### Турска владавина
Турци су први пут освојили Вучитрн 1439. године и држали га све до 1444, а други пут 1455, оставши у њему све до 1912. Године 1462. Вучитрн се први пут помиње као седиште санџака. Б. Курипчевић назива га 1530. "великим трговиштем". Године 1578. у њему је резидирао митрополит вучитрнски Јоасаф. У Вучитрнском срезу у току турске владавине није се ништа изграђивало, као и, мање-више, у осталим крајевима под турском империјом. Ово подручје је било искључиво пољопривредни крај у коме су се производиле житарице и узгајала стока. Турци су дозволили Албанцима да несметано насељавају ове крајеве из северне Албаније и неким места на Косову и истима давали власт. Срби су једино били раја. Према Евлији Челебији, Вучитрн је 1660. године имао око 2.000 кућа, џамију, медресу, хамам и друге објекте. У њему је А. Гиљфердинг видео 400 кућа, нову цркву и стару тврђаву са неколико кула.
Утврђење је саграђено на приближно квадратној основи са странама око 35x35 m. Бедеми су од ломљеног и притесаног камена који је везиван кречним малтером, и широки су око 3 метра. Јужни бедем сачува се до 6–7 m висине, а остали бедеми око 3m. Једина кула (тзв. Војиновића кула) налази се у средини источног бедема. Она је готово квадратне основе, са странама дугим око 1 m, а сачувала се до око 8m висине. Зидана је притесаним каменом сложеним у правилним хоризонталним редовима, што је веома ретка појава код грађевина ове врсте. Улаз у кулу налазио се на западном зиду, окренутом ка унутрашњости, у висини првог спрата, и до њега се долазило дрвеним степеништем. Постојећи улаз у приземљу пробијен је касније. За Војиновиће, сестриће цара Душана по народном предању, везује се изградња каменом моста на реци Ситници на северозападу од Вучитрна, са девет лукова, од којих је средњи највећи. Мост је направљен од тесаног камена и кречног малтера, а повезан је гвозденим клиповима и оловним спонама. Река Ситница је у 18. веку за време велике поплаве пробила обалу на западној страни више од 300–400 m даљине од каменог моста, тако да је мост остао на сувом. Мост је сада запуштен, однесено је камење са ограде моста, а лукови су затрпани смећем и муљем. Приликом изградње асфалтног пута Вучитрн-железничка станица пре неких 35 година, он је трасиран непосредно поред моста. Завод за заштиту споменика је пре рата тужио општину због тога, али је било све узалуд. Данашња црква св. Илије у Вучитрну подигнута је уз дозволу турски власти 1834. године на источној страни града, где су наводно пронађене закопане црквене утвари. То је ониски храм укопан у земљу да не би својим растом прешао од турских власти дозвољену висину цркве. Трошкове око зидања поднели су Срби Вучитрнци и управа манастира Девич. Иза цркве је било српско гробље.
Српска народна школа ту је радила између 1867–1876. године. Била је то ниска једноспратна зграда, са две учионице и учитељском канцеларијом. Школско двориште је било врло пространо, ограђено високим зидом. Касније је поново отворена та школа и више није прекидала рад. У Вучитрну је 1899. године прослављен први српски просветитељ и учитељ Св. Сава. Службовали су тог дана у цркви и школи иконом хаџи попа Данило Фртунић уз саслужење младог попе Давида Пардића. Светосавску беседу је изговорио учитељ Радивоје Орловић. Примио се за домаћина школског (школско кумство) идуће године, бакалин Димко Елезовић. На свечаности је уз гусле певао Анђелко Нешић.
Ослобођењем Топлице и Јабланице (1878), велики број Албанаца из ових крајева је прешао у Косовски вилајет, па и у вучитрнски крај. Њиховим доласком значајно се ионако тежак положај Срба погоршао, што је покренуло исељење Срба из Вучитрна за Топлицу и Јабланицу. Њиховим одласком омогућено је да вучитрнска села постану чисто албанска: Бенчук, Брусник, Букош, Виљанце, Весековце, Гумниште, Дољак, Доња Судимља, Дрваре, Жиливоде, Караче, Коло, Курилово, Недаковац, Окраштица, Ресник, Ропица, Скровна, Стреоце, Тараџа, Трлабућ, Шалце, Штитарица и Цецелија. После балканских ратова почели су да се селе у Турску Албанци који нису хтели да живе у српској држави и тиме је отпочео долазак насељеника на купљену и државну земљу (утрину) 1912, па надаље, те је тиме извршена обнова ових села: Брусник, Букош, Виљанце, Дољак, Доња Судимља, Дрваре, Коло, Недаковац, Окраштица, Ресник, Ропица, Тараџа, Трлабућ 1 кућа, Шалце, Штитарица и Цецелија. Остала села су и даље до дан данас остала само албанским становништвом.
Наводи се 1908. године у извештају о Вучитрну да ту има 250 православних домова, а муслиманских (са малобројним Циганима) је близу 1000. Старих Вучитрнаца је било врло мало, насељеници су чинили доминантан део становништва.
Приликом ослобођења од Турака 1912. године Вучитрн је ослобођен на Митровдан 8. новембра (26. октобра по старом). У кулу Војиновића је затечен војни магацин и затвор у коме су Срби затварани од турских власти. На полеђини приложене фотографије која је снимљена 1913. године пише: Ђурђић Владо Шеф пореске управе дао је кров на лицитацију 1922. и купио га је Петар Петровић-Зајче (ради се о житељу Вучитрна).
Указом Краља од 23. јануара 1914. године насеље је добило статус варошице.
Између два светска рата место је опадало.

## Учесници Другог светског рата од 1941. до 1947. године
Услед угрожености од Албанаца, многи Срби су одмах 1941. побегли у централну Србију и Црну Гору ради спаса. По избијању устанка у овим крајевима Србије и Црне Горе против окупатора, многи су се прикључили устанцима и НОБ-у, а нарочито они који су раније били партијски организовани, други су пак приступили из патриотских разлога. Неки су се прикључивали првим наоружаним формацијама на које су наишли, па било да су партизани или четници. Окупатор је уз помоћ албанских жандарма и есесоваца већи број Срба одвео на присилни рад у руднике Трепча, Бор, Баљевац на Ибру и друге. Они су након повезивања са припадницима НОБ-а бежали и њима се прикључивали настављајући борбу до ослобођења. Њихов број се стално повећао, да би стигао на крају рата, 715 бораца.
| из места           | учествовало |
| ------------------ | ----------- |
| Вучитрн            | 51          |
| Балинце            | 7           |
| Бањска             | 17          |
| Бивољак            | 2           |
| Брусник            | 10          |
| Букош              | 27          |
| Велика Река        | 29          |
| Виљанце            | 16          |
| Врница             | 17          |
| Главотина          | 9           |
| Гојбуља            | 39          |
| Горња Судимља      | 6           |
| Горњи Сврачак      | 12          |
| Граце              | 20          |
| Добра Лука         | 2           |
| Дољак              | 8           |
| Доња Судимља       | 4           |
| Доњи Сврачак       | 31          |
| Доње Становце      | 2           |
| Дрваре             | 17          |
| Загорје            | 7           |
| Језера             | 30          |
| Луг Дубница        | 9           |
| Маврић             | 14          |
| Мијалић            | 18          |
| Мироче             | 11          |
| Невољане           | 23          |
| Недаковац          | 16          |
| Ново Село Бегово   | 6           |
| Ново Село Мађунско | 22          |
| Окраштица          | 2           |
| Пантина            | 10          |
| Пестово            | 16          |
| Прилужје           | 58          |
| Ресник             | 4           |
| Ропица             | 6           |
| Самодрежа          | 16          |
| Слаковце           | 8           |
| Слатина            | 35          |
| Тараџа             | 15          |
| Херцегово          | 12          |
| Цецелија           | 6           |
| Шалце              | 14          |
| Шљивовица          | 6           |
| Штитарица          | 5           |
| Брезница           | 23          |

## После рата 1999.
После НАТО бомбардовања СРЈ и доласка УНМИК-а на Косово и Метохију, око 1.300 Срба је према проценама ОЕБС-а напустило општину. Током мартовских немира 2004. страдале су куће Срба и Ашкалија. Православна црква у самом граду је тешко оштећена. У граду се данас налази школа Косовске полиције.

## Демографија
Према попису из 1981. године град је био већински насељен Албанцима. Након рата 1999. године већина Срба је напустила Вучитрн.
| Етнички састав према попису из 1953.‍ | Етнички састав према попису из 1953.‍ | Етнички састав према попису из 1953.‍ | Етнички састав према попису из 1953.‍ | Етнички састав према попису из 1953.‍ |
| ------------------------------------ | ------------------------------------ | ------------------------------------ | ------------------------------------ | ------------------------------------ |
|                                      |                                      |                                      |                                      |                                      |
| Албанци                              | Албанци                              |                                      | 3.603                                | 53,8%                                |
| Срби                                 | Срби                                 |                                      | 1.217                                | 18,2%                                |
| Турци                                | Турци                                |                                      | 1.064                                | 15,9%                                |
| Црногорци                            | Црногорци                            |                                      | 175                                  | 2,6%                                 |
| остали                               | остали                               |                                      | 632                                  | 9,4%                                 |
| Укупно: 6.691                        |                                      |                                      |                                      |                                      |

| Етнички састав према попису из 1961.‍ | Етнички састав према попису из 1961.‍ | Етнички састав према попису из 1961.‍ | Етнички састав према попису из 1961.‍ | Етнички састав према попису из 1961.‍ |
| ------------------------------------ | ------------------------------------ | ------------------------------------ | ------------------------------------ | ------------------------------------ |
|                                      |                                      |                                      |                                      |                                      |
| Албанци                              | Албанци                              |                                      | 5.551                                | 69,2%                                |
| Срби                                 | Срби                                 |                                      | 1.295                                | 16,1%                                |
| Црногорци                            | Црногорци                            |                                      | 215                                  | 2,7%                                 |
| остали                               | остали                               |                                      | 762                                  | 9,5%                                 |
| Укупно: 8.025                        |                                      |                                      |                                      |                                      |

| Етнички састав према попису из 1981.‍ | Етнички састав према попису из 1981.‍ | Етнички састав према попису из 1981.‍ | Етнички састав према попису из 1981.‍ | Етнички састав према попису из 1981.‍ |
| ------------------------------------ | ------------------------------------ | ------------------------------------ | ------------------------------------ | ------------------------------------ |
|                                      |                                      |                                      |                                      |                                      |
| Албанци                              | Албанци                              |                                      | 17.903                               | 88,6%                                |
| Срби                                 | Срби                                 |                                      | 1.046                                | 5,2%                                 |
| Роми                                 | Роми                                 |                                      | 947                                  | 4,7%                                 |
| Црногорци                            | Црногорци                            |                                      | 142                                  | 0,7%                                 |
| Укупно: 20.204                       |                                      |                                      |                                      |                                      |

| Етнички састав према попису из 2011.‍ | Етнички састав према попису из 2011.‍ | Етнички састав према попису из 2011.‍ | Етнички састав према попису из 2011.‍ | Етнички састав према попису из 2011.‍ |
| ------------------------------------ | ------------------------------------ | ------------------------------------ | ------------------------------------ | ------------------------------------ |
|                                      |                                      |                                      |                                      |                                      |
| Албанци                              | Албанци                              |                                      | 26.824                               | 98,4%                                |
| Турци                                | Турци                                |                                      | 276                                  | 1%                                   |
| Ашкалије                             | Ашкалије                             |                                      | 101                                  | 0,4%                                 |
| Укупно: 27.272                       |                                      |                                      |                                      |                                      |

Број становника на пописима:
|             | \| Демографија[12] \| Демографија[12] \| Демографија[12] \| \| Година \| Становника \| Становника \| \| --------------- \| --------------- \| --------------- \| \| 1948. \| 5.813 \| \| \| 1953. \| 6.691 \| \| \| 1961. \| 8.025 \| \| \| 1971. \| 12.334 \| \| \| 1981. \| 20.204 \| \| \| 1991. \| 30.651 \| \| |            |
| Демографија | |            |
| Година      | Становника | Становника |
| 1948.       | 5.813 |            |
| 1953.       | 6.691 |            |
| 1961.       | 8.025 |            |
| 1971.       | 12.334 |            |
| 1981.       | 20.204 |            |
| 1991.       | 30.651 |            |

## Културне знаменитости

### Војиновића кула
Данас је од целокупног некадашњег утврђења опстала само Донжон кула, која се у народу назива Војиновића кула (по Војиновићима из епских песама), са делом бедема у облику квадрата.
Сам Донжон спада у ред најлепших кула тог типа у овом делу Србије, због својих лепих пропорција и правилно поређаног камења у њеним зидовима. На њеним зидовима (дебљине око 3 m) се виде остаци машикула, стрелница односно пушкарница, а поред затвореног приземља, имала је спрат, над којим се налазио отворени врх куле са грудобраном.
Висина бедема квадратног дворишта је 4—5 m, са изузетком јужног дела бедема који је окренут ка главној улици са косином при дну (висина 1,2—1,5 m, испад 0,35—0,4 m), чија је висина 6—7 m.

### Војиновића мост
Војиновића мост у Вучитрну преко реке Ситнице на старом караванском друму који је повезивао Дубровачку републику са Скопљем је најстарији очувани камени мост на простору Србије и потиче са краја 14. века. Чини га укупно 9 лукова (5 првобитних и 4 накнадно додата) са укупном дужином преко 135 m, док ширина коловоза износи скоро 5 m. Ситница више не протиче испод Војиновића моста, јер је, услед природних геолошких промена променила свој ток, па сада протиче у непосредној близини Војиновића моста.

## Познате личности
- Мара Бранковић, ћерка деспота Ђурђа Бранковића и жена турског султана Мурата II
- Глигорије Елезовић, српски историчар
- Хасан Приштина, албански политичар и сепаратиста
- Јоргованка Табаковић, српска политичарка, економиста и гувернерка Народне банке Србије
- Снежана Мишковић, српска рок певачица
- Абдурахман Шаља, југословенски и албански глумац
- Вукашин Вук Филиповић, српски књижевник, ликовни уметник и професор Приштинског универзитета